# Херст (Онтарио)
Херст (енгл. Hearst) је градић у Канади у покрајини Онтарио. Према резултатима пописа 2011. у граду је живело 5.090 становника. Средиште је франкофона у горњем делу покрајине Онтарио.

## Становништво
Према резултатима пописа становништва из 2011. у граду је живело 5.090 становника, што је за 9,4% мање у односу на попис из 2006. када је регистровано 5.620 житеља.
| 2006. | 2011. |
| ----- | ----- |
| 5.620 | 5.090 |